# Enadi
Enadi oder Enadikulam ist ein ca. 700 Einwohner zählendes Dorf im indischen Bundesstaat Tamil Nadu. Im Ort steht ein mittelalterlicher Shiva-Tempel.

## Lage und Klima
Enadi liegt nahe der Koromandelküste in einer Höhe von ca. 2 m ca. 60 km (Fahrtstrecke) südöstlich der Distriktshauptstadt Pudukkottai bzw. etwa 10 km nördlich von Manamelkudi. Das Klima ist tropisch warm; Regen (ca. 600 mm/Jahr) fällt eigentlich nur in den Monsunmonaten August bis Dezember.

## Bevölkerung
Die Einwohner des Ortes sind ganz überwiegend Hindus; andere Glaubensgemeinschaften spielen unter der Landbevölkerung Südindiens kaum eine Rolle.

## Wirtschaft
Im Umland des Dorfes wird Feldwirtschaft und auch etwas Viehzucht (Hühner) betrieben.

## Geschichte
Vom 9. bis zum 12. Jahrhundert herrschte in der Region die nicht unbedeutende Dynastie der Irrukuvel, die lange Zeit Vasallen der von Kanchipuram aus regierenden Pallavas waren, deren Reich jedoch seit etwa 850 n. Chr. allmählich von den wiedererstarkenden Chola okkupiert wurde. Wer der Auftraggeber des Tempels war, ist unklar.

## Sehenswürdigkeiten
Der nur etwa 5,20 m lange und 3,80 m hohe Tempel zeigt deutliche Merkmale der Chola-Architektur und stammt aus der Zeit um 900 und war dem Gott Shiva geweiht. Er besteht aus einer annähernd quadratischen Cella (garbhagriha) mit einer Seitenlänge von ca. 3,20 m und einem kleinen, von 2 eigentümlich unterteilten Pfeilern gestützten Portikus (mandapa). Die Außenwand der Cella ist durch Pilaster gegliedert; das leicht vorspringende Traufgesims der Cella enthält kleine Blendfenster (kudus). Der quadratische gebäudeähnliche Dachaufbau endet in einer haubenähnlich geschwungenen Schirmkuppel.